# Coppa Korać 1984-1985
La Coppa Korać 1984-1985 di pallacanestro maschile venne vinta dalla Simac Milano.

## Risultati

### Turno preliminare
| Team #1            | Agg.      | Team #2                 | Andata | Ritorno |
| ------------------ | --------- | ----------------------- | ------ | ------- |
| İTÜ Istanbul       | 161 - 165 | Academic Varna          | 71-96  | 90-69   |
| Keravnos           | 113 - 199 | Panionios Atene         | 55-115 | 58-84   |
| Team Glasgow       | 166 - 212 | Licor 43 Santa Coloma   | 86-108 | 80-104  |
| Warrington Vikings | 163 - 142 | Standard Liegi          | 78-74  | 85-68   |
| Aris Salonicco     | 207 - 166 | Levski Sofia            | 90-66  | 117-100 |
| Crystal Palace     | 157 - 169 | Doppeldouche Den Holder | 80-89  | 77-80   |
| Amicale            | 137 - 150 | Regenerin Klagenfurt    | 71-68  | 66-82   |
| Maes Pils Mechelen | 146 - 148 | Clesa Ferrol            | 81-72  | 65-76   |
| Sparta Bertrange   | 156 - 208 | Stade français          | 85-106 | 71-102  |
| Zalaegerszegi TE   | 139 - 152 | Fenerbahçe              | 84-78  | 55-74   |
| AO Ionikos Nikaias | 148 - 189 | Hapoel Haifa            | 74-77  | 74-112  |

### Primo turno
| Team #1                 | Agg.      | Team #2                   | Andata  | Ritorno |
| ----------------------- | --------- | ------------------------- | ------- | ------- |
| Academic Varna          | 158 - 174 | Stroitel Kiev             | 65-66   | 93-108  |
| Panionios Atene         | 142 - 175 | Ciaocrem Varese           | 67-91   | 75-84   |
| Licor 43 Santa Coloma   | 175 - 157 | Olympique d'Antibes       | 88-72   | 87-85   |
| Warrington Vikings      | 152 - 162 | Libertas Liburnia Livorno | 87-69   | 65-93   |
| Aris Salonicco          | 173 - 165 | Zadar                     | 84-71   | 89-94   |
| Doppeldouche Den Holder | 183 - 196 | Hellas Gent               | 82-81   | 101-115 |
| Regenerin Klagenfurt    | 199 - 159 | Cajamadrid                | 82-98   | 70-98   |
| Clesa Ferrol            | 172 - 144 | AEK Atene                 | 82-67   | 90-77   |
| Stade français          | 183 - 158 | Hapoel Ramat Gan          | 96-83   | 87-75   |
| Fenerbahçe              | 178 - 171 | Borac Čačak               | 93-82   | 85-89   |
| Hapoel Haifa            | 199 - 197 | Šibenka                   | 105-100 | 94-97   |
| RUS Mariembourg         | 166 - 185 | Moderne Le Mans           | 88-76   | 78-109  |

### Quarti di finale
Pau-Orthez, Simac Milano e Stella Rossa Belgrado ammesse direttamente al turno successivo.

#### Gruppo A
|    | Squadra               | G | V | P | PF  | PS  | Dif  | P.ti |
| -- | --------------------- | - | - | - | --- | --- | ---- | ---- |
| 1. | Stella Rossa Belgrado | 6 | 5 | 1 | 593 | 526 | +66  | 11   |
| 2. | Cantù                 | 6 | 5 | 1 | 599 | 536 | +63  | 11   |
| 3. | Licor 43 Santa Coloma | 6 | 2 | 4 | 556 | 569 | -13  | 8    |
| 4. | Hapoel Haifa          | 6 | 0 | 6 | 504 | 621 | -117 | 6    |

#### Gruppo B
|    | Squadra        | G | V | P | PF  | PS  | Dif  | P.ti |
| -- | -------------- | - | - | - | --- | --- | ---- | ---- |
| 1. | Simac Milano   | 6 | 6 | 0 | 606 | 524 | +82  | 12   |
| 2. | Stroitel Kiev  | 6 | 4 | 2 | 540 | 496 | +44  | 10   |
| 3. | Stade français | 6 | 2 | 4 | 569 | 592 | -23  | 8    |
| 4. | Fenerbahçe     | 6 | 0 | 6 | 496 | 599 | -103 | 0    |

#### Gruppo C
|    | Squadra         | G | V | P | PF  | PS  | Dif  | P.ti |
| -- | --------------- | - | - | - | --- | --- | ---- | ---- |
| 1. | Ciaocrem Varese | 6 | 5 | 1 | 572 | 472 | +100 | 11   |
| 2. | Pau-Orthez      | 6 | 5 | 1 | 571 | 487 | +84  | 11   |
| 3. | Clesa Ferrol    | 6 | 1 | 5 | 536 | 565 | -102 | 7    |
| 4. | Hellas Gent     | 6 | 1 | 5 | 473 | 628 | -155 | 7    |

#### Gruppo D
|    | Squadra                   | G | V | P | PF  | PS  | Dif | P.ti |
| -- | ------------------------- | - | - | - | --- | --- | --- | ---- |
| 1. | Aris Salonicco            | 6 | 4 | 2 | 582 | 538 | +44 | 10   |
| 2. | Libertas Liburnia Livorno | 6 | 4 | 2 | 563 | 544 | +19 | 10   |
| 3. | Cajamadrid                | 6 | 3 | 3 | 543 | 551 | -8  | 9    |
| 4. | Moderne Le Mans           | 6 | 1 | 5 | 544 | 599 | -55 | 7    |

### Semifinali
| Team #1        | Agg.      | Team #2               | Andata | Ritorno |
| -------------- | --------- | --------------------- | ------ | ------- |
| Simac Milano   | 209 - 185 | Stella Rossa Belgrado | 109-86 | 100-99  |
| Aris Salonicco | 151 - 172 | Ciaocrem Varese       | 80-77  | 71-95   |

### Finale
| Team #1      | Ris.    | Team #2         |
| ------------ | ------- | --------------- |
| Simac Milano | 91 - 78 | Ciaocrem Varese |

| Coppa Korać 1984-1985  |
| ---------------------- |
| Simac Milano 1º titolo |

## Formazione vincitrice
| N° | Naz.                   | Ruolo | Sportivo             |  | Alt. |  |
| -- | ---------------------- | ----- | -------------------- |  | ---- |  |
| 6  | Italia (bandiera)      | G     | Franco Boselli       |  |      |  |
| 7  | Italia (bandiera)      | P     | Mario Pettorossi     |  |      |  |
| 8  | Italia (bandiera)      | P     | Mike D'Antoni        |  |      |  |
| 9  | Italia (bandiera)      | A     | Renzo Bariviera      |  |      |  |
| 10 | Italia (bandiera)      | G     | Roberto Premier      |  |      |  |
| 11 | Italia (bandiera)      | C     | Dino Meneghin        |  |      |  |
| 12 | Italia (bandiera)      | AC    | Vittorio Gallinari   |  |      |  |
| 13 | Italia (bandiera)      | AC    | Tullio De Piccoli    |  |      |  |
| 14 | Stati Uniti (bandiera) | AG    | Russ Schoene         |  |      |  |
| 15 | Stati Uniti (bandiera) | C     | Joe Barry Carroll    |  |      |  |
|    | Italia (bandiera)      | P     | Marco Lamperti       |  |      |  |
|    | Italia (bandiera)      | P     | Riccardo Pittis      |  |      |  |
|    | Italia (bandiera)      | AG    | Mario Governa        |  |      |  |
|    | Italia (bandiera)      | C     | Marco Baldi          |  |      |  |
|    | Italia (bandiera)      | C     | Michele Guardascione |  |      |  |
|    | Stati Uniti (bandiera) | All.  | Dan Peterson         |  |      |  |